# Carcinogenesis
Carcinogenesis is een internationaal, aan collegiale toetsing onderworpen wetenschappelijk tijdschrift op het gebied van de oncologie. Het wordt uitgegeven door Oxford University Press en verschijnt 12 keer per jaar. Het eerste nummer verscheen in 1980.